# 星臣吉他
星臣吉他是中华人民共和国境内的一个吉他品牌，为华声乐器有限公司的主要产品。华声乐器创立于1993年，是中华人民共和国产量最大的吉他制造企业之一。2003年，星臣吉他的销售量超过100万把。

## 型号
星臣吉他的型号主要是按照琴体形状来划分的：
- DG系列：共鸣箱的外线条比较柔和，上侧板和下侧板基本上是直的，整个轮廓相比其他系列看起来更趋近于圆角的长方形。它在音孔两边的凹处相比于其他系列是最小的，而共鸣箱是相比最大的，所以，她的共鸣效果是最好的。音色方面比较沉稳，是星臣比较高阶的系列。

- MJG系列：共鸣箱的外线条是最流畅的，上下侧板都是圆的。这个系列的琴，一般是缺角，比较注重手感。音色方面，可弹SOLO，高低音转换好。

- YEA系列：这个系列的共鸣箱其实是跟MJG系列是反过来的。MJG的上侧板是成直的，下侧板则是圆的，因此她上肚像三角形，下肚像圆形；而YEA刚好相反，上侧板是圆的，下侧板是直的，因此，她上肚圆，下肚像三角。不过，有一个地方是一样，就是音孔两边的凹处都是偏内的。音色方面，比较薄，适合弹唱。

- RB系列：其实跟其他系列最好区别了，她是圆背型的，也就是说，她的背侧板不是木的，而是塑胶做的。这个系列的琴，全是电箱琴，而且手感比较好。音色方面，由于共鸣箱是塑胶的，而且较小，低音较薄。

- JG系列：共鸣箱的外线条曲性较大，最特别的地方是音孔两边的凹处向音孔凹得最近，上侧板与DG系列的一样，下侧板则做成了圆底。如果说，DG系列的共鸣箱看起来像一个长方形，那么，JG系列的共鸣箱看起来更像是一个葫芦，而且，下肚较圆。因此，她的音色听起来很有田园味，回音强。

- CG系列：古典吉他。

### 关于档次
星臣吉他的档次基本可以根据琴的型号来定。
如：DG200C就是D型琴，200是代表档次，比它低的有DG100C，比它高的还有很多，例如DG300、DG450S、DG480S等，数字越大琴的档次越高。
另外，星臣吉他的型号中数字后面的字母C代表缺角吉他，S代表单板吉他，偶尔出现代表板材的CG300MS或DG300M，則是松木单板和全沙比利板的意思。

### 关于颜色
星臣吉他的颜色代号如下：BK（黑色），BLS（蓝色），RDS（红色），N（原木色）等。基本上是英文颜色的缩写。

### 关于辨别真假
星臣自从2003年改版以后，又于2006年推出了序列号网上查询系统。但是该系统并不是非常的完善，有时候正品琴却同样无法查询。但是所有产品的出厂都是有记录的。基本上用戶可以通过电话咨询手中的琴是否是代理商或下属经销商处购得的。